# Perro calvo dorado ecuatoriano
El perro calvo dorado ecuatoriano es una raza de perro calvo originado de Península de Santa Elena en Ecuador. Es ahora considerada la variante más rara entre los perros calvos.
Esta raza está caracterizada por una ausencia casi total de cabello en el cuerpo y cabeza. Es un animal con piernas largas y logra una altura de 15-18 pulgadas. Una de las curiosidades es la ausencia  de dientes premolares.

## Historia
El perro calvo dorado ecuatoriano es una de las tantas variantes qué hay en varios países de Latinoamérica, no es considerado una raza oficial, sino una variante del perro peruano. Numerosas figuras de la cultura Valdivia demostrando una domesticación de estos animales tan temprano aproximadamente 4500 a.c Se diferencia de otros perros sin pelo, porque el ecuatoriano tiene la cola más corta y no tiene los premolares, además su pelaje se torna mucho más dorado durante los ocasos.
Durante el periodo español su número mermó casi a la extinción y quedó limitado a la costa del Golfo de Guayaquil y es actualmente una de las razas más raras de perro sin pelo.[cita requerida]